# Tatiane Raquel da Silva
Pour les articles homonymes, voir Silva.
Tatiane Raquel da Silva (née le 10 juin 1990 à Londrina, est une athlète brésilienne spécialiste du steeple. Elle est triple championne d'Amérique du Sud de la discipline.

## Biographie
Native de Londrina, Tatiane da Silva devient en 2019 championne d'Amérique du Sud du 3 000 m steeple devant l'Argentine Belén Casetta.
En 2021 elle conserve son titre sud-américain, en devançant sa compatriote Simone Ferraz.
Qualifiée pour les Jeux olympiques, elle y bat en 9 min 36 s 43 le record du Brésil que détenait Juliana dos Santos depuis 2016.
En 2022, elle participe au meeting de Watford et gagne la course en 9 min 24 s 38, battant ainsi le record d'Amérique du Sud détenu par Belén Casetta.
Elle remporte en 2023 le bronze aux Jeux panaméricains.
En 2024 Tatiane da Silva devient championne ibéro-américaine.

## Palmarès
| Date | Compétition                    | Lieu           | Résultat | Épreuve         | Temps          |
| ---- | ------------------------------ | -------------- | -------- | --------------- | -------------- |
| 2015 | Championnats d'Amérique du Sud | Lima           | 2e       | 3 000 m steeple | 9 min 56 s 8   |
| 2016 | Championnats ibéro-américains  | Rio de Janeiro | 2e       | 3 000 m steeple | 9 min 46 s 86  |
| 2017 | Championnats d'Amérique du Sud | Asuncion       | 3e       | 3 000 m steeple | 10 min 34 s 23 |
| 2018 | Championnats ibéro-américains  | Trujillo       | 2e       | 3 000 m         | 9 min 18 s 39  |
| 2018 | Championnats ibéro-américains  | Trujillo       | 1re      | 3 000 m steeple | 9 min 48 s 40  |
| 2019 | Championnats d'Amérique du Sud | Lima           | 1re      | 3 000 m steeple | 9 min 45 s 52  |
| 2021 | Championnats d'Amérique du Sud | Guayaquil      | 1re      | 3 000 m steeple | 9 min 38 s 71  |
| 2022 | Championnats ibéro-américains  | Alicante       | 3e       | 3 000 m steeple | 9 min 42 s 06  |
| 2023 | Championnats d'Amérique du Sud | São Paulo      | 1re      | 3 000 m steeple | 9 min 55 s 73  |
| 2023 | Jeux panaméricains             | Santiago       | 3e       | 3 000 m steeple | 9 min 41 s 49  |
| 2024 | Championnats ibéro-américains  | Cuiabá         | 1re      | 3 000 m steeple | 9 min 46 s 25  |

## Records
| Épreuve         | Performance        | Lieu    | Date         |
| --------------- | ------------------ | ------- | ------------ |
| 2 000 m steeple | 6 min 01 s 47 (NR) | Poznań  | 18 juin 2023 |
| 3 000 m steeple | 9 min 24 s 38 (AR) | Watford | 11 juin 2022 |